# Постоянные любовники
«Постоянные любовники» (фр. Les amants réguliers) — французская кино-драма режиссёра Филиппа Гарреля с Луи Гаррелем в главной роли. Мировая премьера состоялась в конкурсной секции 62-го Венецианского кинофестиваля 3 сентября 2005 года. Фильм был выпущен во Франции 26 октября 2005 года.

## Сюжет
Главный герой, Франсуа встречает Лили, в которую влюбляется. Их страстные отношения протекают на фоне майских событий в Париже 1968 года, участниками которых они являются.

## В ролях
| Актёр             | Роль            |
| ----------------- | --------------- |
| Луи Гаррель       | Франсуа Дервии  |
| Клотильда Эсме    | Лили            |
| Жюльен Люка       | Антуан          |
| Эрик Руллиа       | Жан-Крисоф      |
| Николя Бриде      | Люк             |
| Ребекка Конвенано | Шарлин          |
| Морис Гаррель     | дедушка Франсуа |
| Кьяра Мастроянни  | Сильвия         |
| Николя Мори       | Гатир           |
| Марк Барбе        | Жан             |
| Бриджит Сай       | мать Франсуа    |

## Награды
- 2005 — «Серебряный лев» за лучшую режиссёрскую работу 62-го Венецианского кинофестиваля (Филипп Гаррель)
- 2005 — «Золотые Озеллы» за уникальное техническое содействие 62-го Венецианского кинофестиваля
- 2005 — номинация на «Золотого льва» 62-го Венецианского кинофестиваля
- 2005 — приз Луи Деллюка
- 2006 — Премия международной ассоциации кинокритиков (ФИПРЕССИ) Европейской киноакадемии
- 2006 — «Сезар» Самому многообещающему актёру (Луи Гаррель)
- 2006 — номинация на «Сезар» Лучшему оператору (Вильям Любчанский)